# Can Geli (Ventalló)
Can Geli és una masia de Ventalló (Alt Empordà) inclosa a l'Inventari del Patrimoni Arquitectònic de Catalunya. Està situada dins del petit nucli de Montiró, a l'extrem nord-est de Ventalló al qual pertany. Està ubicada al nord del nucli urbà del poble.

## Descripció
És una masia aïllada de planta rectangular, formada per diversos cossos adossats, amb el nucli principal situat a la part de migdia del conjunt i orientat al nucli urbà. Consta de tres cossos amb les cobertes d'un sol vessant i està distribuït en planta baixa, pisi golfes. La façana principal presenta un gran portal de mig punt adovellat, amb els brancals bastits amb carreus. Damunt seu, una finestra rectangular emmarcada en pedra, amb guardapols i ampit sobresortits i motllurats. Ambdues obertures són bastides en pedra calcària de color blanquinós i estan situades a l'extrem de ponent de la façana. Al centre del parament hi ha una petita porta rectangular bastida amb carreus desbastats i damunt seu, una finestra rectangular amb llinda decorada. A les golfes hi ha les restes d'una obertura bastida amb carreus de pedra, actualment tapiada. La façana presenta un petit cos adossat a l'extrem de llevant, de construcció posterior, amb terrassa al nivell del pis de la masia. La planta baixa, utilitzada de magatzem, presenta un gran portal d'arc rebaixat bastit amb maons. L'obra és bastida amb pedra i decorada amb maons. Les obertures de les façanes de llevant i ponent són bastides amb maons i també n'hi ha de recent construcció. Destaca la finestra d'arc conopial amb roseta situada al cos posterior de l'edifici.
El conjunt es completa amb un gran edifici adossat al costat de tramuntana de la masia, amb les obertures construïdes amb maons i un cobert adossat.
La construcció és bastida amb pedra desbastada, còdols i maons, disposada regularment i lligada amb abundant morter de calç.

## Història
L'edifici havia estat propietat de la família Geli de la veïna població de Vilamacolum.